# Discografia de Henrique & Juliano
A discografia de Henrique & Juliano consiste em um álbum de estúdio, sete álbuns ao vivo e dezoito singles, lançados desde o início da carreira.

## Álbuns

### Álbuns de estúdio
| Álbum                  | Detalhes                                                    |
| ---------------------- | ----------------------------------------------------------- |
| Vem Curtir com a Gente | - Lançamento: 2011 - Formatos: CD - Gravadora: Independente |

### Álbuns ao vivo
| Álbum                 | Detalhes | Vendas         | Certificações   |
| --------------------- | --- | -------------- | --------------- |
| Henrique & Juliano    | - Lançamento: 1 de abril de 2012 - Formatos: DVD, download digital, streaming - Gravadora: Verge Records      |                |                 |
| Ao Vivo em Palmas     | - Lançamento: 1 de janeiro de 2013 - Formatos: DVD, download digital, streaming - Gravadora: Som Livre        |                |                 |
| Ao Vivo em Brasília   | - Lançamento: 18 de agosto de 2014 - Formatos: DVD, download digital, streaming - Gravadora: Som Livre        | - PMB: 40.000  | - PMB: Ouro     |
| Novas Histórias       | - Lançamento: 18 de março de 2016 - Formatos: DVD, download digital, streaming - Gravadora: Som Livre         |                |                 |
| O Céu Explica Tudo    | - Lançamento: 7 de julho de 2017 - Formatos: DVD, download digital, streaming - Gravadora: Som Livre          | - PMB: 300.000 | - PMB: Diamante |
| Menos é Mais          | - Lançamento: 5 de outubro de 2018 - Formatos: DVD, download digital, streaming - Gravadora: Work Show        |                |                 |
| Ao Vivo no Ibirapuera | - Lançamento: 15 de maio de 2020 - Formatos: DVD, download digital, streaming - Gravadora: Work Show          |                |                 |
| Manifesto Musical     | - Lançamento: 20 de maio de 2022 - Formatos: Download digital, streaming - Gravadora: Virgin Music Brasil     |                |                 |
| To Be                 | - Lançamento: 15 de dezembro de 2023 - Formatos: Download digital, streaming - Gravadora: Virgin Music Brasil |                |                 |

### Extended plays(EP)
| Álbum                              | Detalhes |
| ---------------------------------- | --- |
| Ao Vivo no Ibirapuera, Vol. 1      | - Lançamento: 31 de janeiro de 2020 - Formatos: DVD, download digital, streaming - Gravadora: Work Show       |
| Ao Vivo no Ibirapuera, Vol. 2      | - Lançamento: 20 de março de 2020 - Formatos: DVD, download digital, streaming - Gravadora: Work Show         |
| Manifesto Musical, Vol. 1          | - Lançamento: 17 de setembro de 2021 - Formatos: Download digital, streaming - Gravadora: Virgin Music Brasil |
| Manifesto Musical, Vol. 3          | - Lançamento: 14 de janeiro de 2022 - Formatos: Download digital, streaming - Gravadora: Virgin Music Brasil  |
| Manifesto Musical, Vol. 4          | - Lançamento: 28 de janeiro de 2022 - Formatos: Download digital, streaming - Gravadora: Virgin Music Brasil  |
| Manifesto Musical, Vol. 5          | - Lançamento: 18 de março de 2022 - Formatos: Download digital, streaming - Gravadora: Virgin Music Brasil    |
| Manifesto Musical, Vol. 6          | - Lançamento: 1 de abril de 2022 - Formatos: Download digital, streaming - Gravadora: Virgin Music Brasil     |
| Manifesto Musical, Vol. 7          | - Lançamento: 22 de abril de 2022 - Formatos: Download digital, streaming - Gravadora: Virgin Music Brasil    |
| To Be (Ao Vivo em Brasília EP1)    | - Lançamento: 3 de fevereiro de 2023 - Formatos: Download digital, streaming - Gravadora: Virgin Music Brasil |
| To Be (Ao Vivo em Brasília EP2)    | - Lançamento: 23 de março de 2023 - Formatos: Download digital, streaming - Gravadora: Virgin Music Brasil    |
| To Be (Ao Vivo em Brasília EP3)    | - Lançamento: 21 de abril de 2023 - Formatos: Download digital, streaming - Gravadora: Virgin Music Brasil    |
| To Be (Ao Vivo em Brasília EP4)    | - Lançamento: 9 de junho de 2023 - Formatos: Download digital, streaming - Gravadora: Virgin Music Brasil     |
| To Be (Ao Vivo em Nova Iorque EP1) | - Lançamento: 15 de setembro de 2023 - Formatos: Download digital, streaming - Gravadora: Virgin Music Brasil |
| To Be (Ao Vivo em Nova Iorque EP2) | - Lançamento: 20 de outubro de 2023 - Formatos: Download digital, streaming - Gravadora: Virgin Music Brasil  |
| To Be (Ao Vivo em Nova Iorque EP3) | - Lançamento: 1 de dezembro de 2023 - Formatos: Download digital, streaming - Gravadora: Virgin Music Brasil  |

## Singles

### Como artista principal
| Título                                            | Ano  | Melhores posições | Certificações      | Álbum                  |
| Título                                            | Ano  | BRA               | Certificações      | Álbum                  |
| ------------------------------------------------- | ---- | ----------------- | ------------------ | ---------------------- |
| "Nasci Pra Te Amar"                               | 2011 | —                 |                    | Vem Curtir com a Gente |
| "Não Tô Valendo Nada" (com João Neto & Frederico) | 2012 | 22                |                    | Ao Vivo em Palmas      |
| "Mistura Louca" (com Os Hawaianos)                | 2013 | 54                |                    | Ao Vivo em Palmas      |
| "Separa, Namora"                                  | 2013 | 26                |                    | Ao Vivo em Palmas      |
| "Tá Namorando e Me Querendo"                      | 2013 | 24                |                    | Ao Vivo em Palmas      |
| "Recaídas"                                        | 2013 | 5                 |                    | Ao Vivo em Palmas      |
| "Até Você Voltar"                                 | 2014 | 5                 |                    | Ao Vivo em Brasília    |
| "Cuida Bem Dela"                                  | 2014 | 1                 |                    | Ao Vivo em Brasília    |
| "Mudando de Assunto"                              | 2015 | 2                 |                    | Ao Vivo em Brasília    |
| "Na Hora da Raiva"                                | 2015 | 4                 |                    | Novas Histórias        |
| "Como é Que a Gente Fica"                         | 2016 | 2                 |                    | Novas Histórias        |
| "Flor e o Beija-Flor" (com Marília Mendonça)      | 2016 | 15                |                    | Novas Histórias        |
| "Vidinha de Balada"                               | 2017 | 1                 | - PMB: 3× Diamante | O Céu Explica Tudo     |
| "Aquela Pessoa"                                   | 2017 | 1                 |                    | O Céu Explica Tudo     |
| "Mais Amor e Menos Drama"                         | 2018 | 3                 |                    | O Céu Explica Tudo     |
| "Quem Pegou, Pegou"                               | 2018 | 1                 |                    | Menos é Mais           |
| "Cidade Vizinha"                                  | 2018 | 6                 |                    | Menos é Mais           |
| "Liberdade Provisória"                            | 2019 | 1                 |                    | Ao Vivo no Ibirapuera  |
| "Briga Feia"                                      | 2019 | —                 |                    | Ao Vivo no Ibirapuera  |
| "Sem Rede                                         | 2019 | —                 |                    | Ao Vivo no Ibirapuera  |
| "Volta Por Baixo"                                 | 2020 | —                 |                    | Ao Vivo no Ibirapuera  |
| "Não Gosto Eu Amo"                                | 2020 | —                 |                    | Ao Vivo no Ibirapuera  |
| "Conheço Meu Gado"                                | 2020 | —                 |                    | Ao Vivo no Ibirapuera  |
| "Relaxa o Coração"                                | 2020 | —                 |                    | Ao Vivo no Ibirapuera  |
| "Desfarreou"                                      | 2020 | —                 |                    | Ao Vivo no Ibirapuera  |
| "Alô Bebê"                                        | 2020 | —                 |                    | Ao Vivo no Ibirapuera  |
| "Não Tenho Coragem"                               | 2020 | —                 |                    | Ao Vivo no Ibirapuera  |
| "Colega de Caso"                                  | 2020 | —                 |                    | Ao Vivo no Ibirapuera  |
| "Ligação Covarde"                                 | 2020 | —                 |                    | Ao Vivo no Ibirapuera  |
| "Olé"                                             | 2020 | —                 |                    | Ao Vivo no Ibirapuera  |
| "Amor Atual"                                      | 2020 | —                 |                    | Ao Vivo no Ibirapuera  |
| "Mentiroso Eu"                                    | 2020 | —                 |                    | Ao Vivo no Ibirapuera  |
| "Eterno Replay"                                   | 2020 | —                 |                    | Ao Vivo no Ibirapuera  |
| "Quando a Gente Sabe"                             | 2020 | —                 |                    | Ao Vivo no Ibirapuera  |
| "Bateria Externa"                                 | 2020 | —                 |                    | Ao Vivo no Ibirapuera  |
| "Ame o Tanto Que Puder"                           | 2020 | —                 |                    | Ao Vivo no Ibirapuera  |
| "Arranhão"                                        | 2021 | 15                |                    | Manifesto Musical      |
| "A Maior Saudade"                                 | 2021 | 18                |                    | Manifesto Musical      |
| "Acordo"                                          | 2021 | —                 |                    | Manifesto Musical      |
| "De Garrafa a Pior"                               | 2021 | —                 |                    | Manifesto Musical      |
| "Evento Cancelado"                                | 2022 | —                 |                    | Manifesto Musical      |
| "Traumatizei"                                     | 2023 | 8                 |                    | To Be                  |
| "Rancorosa"                                       | 2023 | 17                |                    | To Be                  |
| "Carta Aberta"                                    | 2023 | —                 |                    | To Be                  |
| "Abre a Mente"                                    | 2023 | 69                |                    | To Be                  |
| "Quase Algo"                                      | 2023 | 24                |                    | To Be                  |
| "Devia Ser Proibido"                              | 2023 | 34                |                    | To Be                  |

### Singlespromocionais
| Ano  | Título       | Posição | Álbum               |
| ---- | ------------ | ------- | ------------------- |
| 2013 | "Duas Vidas" | —       | Ao Vivo em Palmas   |
| 2014 | "Calafrio"   | 45      | Ao Vivo em Brasília |

### Como artista convidado
| Ano  | Título                                                                    | Melhores posições | Álbum                                       |
| Ano  | Título                                                                    | BRA               | Álbum                                       |
| ---- | ------------------------------------------------------------------------- | ----------------- | ------------------------------------------- |
| 2014 | "Bonde dos Solteiros" (Fred & Gustavo part. Henrique & Juliano)           | 21                | Pra Ser Tudo Perfeito                       |
| 2014 | "Abelha sem Mel" (Villa Baggage part. Henrique & Juliano)                 |                   | Abelha sem Mel (Álbum)                      |
| 2015 | "Maior Que o Oceano" (Thiago Brava part. Henrique & Juliano)              | —                 | Sempre Diferente                            |
| 2015 | "10 Minutos Longe de Você" (Victor & Léo part. Henrique & Juliano)        | 1                 | Irmãos                                      |
| 2015 | "Acho que Esqueci de Mim" (Roberta Miranda part. Henrique & Juliano)      | 53                | Apenas Single                               |
| 2015 | "Colecionei" (Zé Ricardo & Thiago part. Henrique & Juliano)               | 21                | Onde Tudo Começou                           |
| 2015 | "Impasse" (Marília Mendonça part. Henrique & Juliano)                     | —                 | Marília Mendonça - Ao Vivo                  |
| 2015 | "Estamos Quites" (Zé Neto & Cristiano part. Henrique & Juliano)           | —                 | Ao Vivo em São José do Rio Preto            |
| 2015 | "Trocaria Tudo" (Marcos & Fernando part. Henrique & Juliano)              | 94                | Ao Vivo                                     |
| 2016 | "Deixa a Gente Quieto" (João Bosco & Vinícius part. Henrique & Juliano)   | 7                 | Céu de São Paulo                            |
| 2016 | "A Mala é Falsa" (Felipe Araújo part. Henrique & Juliano)                 | 19                | 1 dois 3                                    |
| 2016 | "Seu Oposto" (George Henrique & Rodrigo part. Henrique & Juliano)         | 59                | Ouça Com o Coração                          |
| 2017 | "Deixa Eu Cantar" (com Eddy Britto & Samuel)                              | 40                | Apenas Single                               |
| 2017 | "Você Fez Tudo Certo" (Zé Henrique & Gabriel part. Henrique & Juliano)    |                   | Històrico                                   |
| 2017 | "Tchau Pro Cê" (Kleo Dibah & Rafael part. Henrique & Juliano)             |                   | Bem Vindo ao Clube                          |
| 2017 | "Você Não é Ela" (Zé Neto & Cristiano part. Henrique & Juliano)           | -                 | Um Novo Sonho                               |
| 2018 | "Casa da Mãe Joana" (Marília Mendonça part. Henrique & Juliano)           |                   | Todos os Cantos (álbum)                     |
| 2018 | "O Alvo" (Diego & Victor Hugo part. Henrique & Juliano)                   | 15                | Sem Contraindicação - Ao Vivo               |
| 2018 | "Teste da Mãozinha" (Hugo & Guilherme part. Henrique & Juliano)           | 18                | No Pelo em Campo Grande                     |
| 2019 | "A pergunta" (Maiara & Maraisa part. Henrique & Juliano)                  | 20                | Reflexo                                     |
| 2019 | "Simplezin de Tudo" (Maiara & Maraisa part. Henrique & Juliano)           | 29                | Reflexo                                     |
| 2020 | "Desejando Eu" (Murilo Huff part. Henrique & Juliano)                     | 7                 | Apenas Single                               |
| 2020 | "Sogra" (Dilsinho, Henrique & Juliano)                                    |                   | Open House                                  |
| 2020 | "Secando Várias Garrafas" (Matogrosso & Mathias part. Henrique & Juliano) |                   | Zona Rural                                  |
| 2023 | "Só Dá Você na Minha Vida" (Daniel part. Henrique & Juliano)              | —                 | Daniel 40 Anos: Celebra João Paulo & Daniel |
| 2023 | "Não Espere Amanhecer" (Daniel part. Henrique & Juliano)                  | —                 | Daniel 40 Anos: Celebra João Paulo & Daniel |